# Сойер, Конни
Конни Сойер (англ. Connie Sawyer, урождённая Рози Коэн (англ. Rosie Cohen); 27 ноября 1912, Пуэбло, Колорадо, США — 21 января 2018, Вудленд-Хиллз, Лос-Анджелес, Калифорния, США) — американская актриса.

## Биография
Родилась в 1912 году в семье еврейских иммигрантов из Румынии, росла в Окленде, штат Калифорния. Карьеру начинала как комик и исполнитель в ночных клубах. На телевидении стала работать в конце 1940-х годов в телешоу The Milton Berle Show, Colgate Comedy Hour и The Jackie Gleason Show. В 1959 году Сойер снялась в музыкальной кинокомедии «Дыра в голове» вместе с такими звёздами, как Фрэнк Синатра, Эдвард Г. Робинсон и Элинор Паркер. Ранее Сойер играла роль мисс Векслер в оригинальной бродвейской пьесе. Позднее Синатра номинировал её на членство в Академии кинематографических искусств и наук.
Сойер продолжала регулярно появляться на телевидении в таких фильмах и телесериалах, как «Шоу Мэри Тайлер Мур», «Улицы Сан-Франциско», «Гавайи 5-O», «Династия», «Когда Гарри встретил Салли», «Она написала убийство», «Большой ремонт», «Сайфелд», «Парень познаёт мир», «Уилл и Грейс», «Шоу 70-х», «8 простых правил», «Скорая помощь», «Как я встретил вашу маму», «Ананасовый экспресс: Сижу, курю» и «Офис».
В 2012 году Сойер, в возрасте 99 лет, была одним из старейших членов Академии кинематографических искусств и наук. Писатель и геронтолог Джейкоб Аппель отдал дань уважения Сойер, использовав её как прототип одной из второстепенных героинь своего романа «Человек, который не встанет» (2012).

## Личная жизнь
Сойер была замужем за кинопродюсером Маршаллом Шакером в течение десяти лет. У них было две дочери.
Она умерла у себя дома в Вудленд-Хиллз, Калифорния, 21 января 2018 года, в возрасте 105 лет.

## Избранная фильмография
| Год       |   | Русское название                      | Оригинальное название                      | Роль                             |
| --------- | - | ------------------------------------- | ------------------------------------------ | -------------------------------- |
| 1959      | ф | Дыра в голове                         | A Hole in the Head                         | мисс Уэкслер                     |
| 1961      | с | Шоу Донны Рид                         | The Donna Reed Show                        | миссис Лубнер                    |
| 1965—1972 | с | ФБР                                   | The F.B.I.                                 | разные персонажи                 |
| 1966      | с | Беглец                                | The Fugitive                               | миссис Болл                      |
| 1969      | с | Бонанза                               | Bonanza                                    | миссис Льюис                     |
| 1969      | ф | Настоящее мужество                    | True Grit                                  | разговорчивая женщина            |
| 1971      | с | Все в семье                           | All in the Family                          | миссис Макнеб                    |
| 1974—1979 | с | Гавайи 5-O                            | Hawaii Five-O                              | доктор Уайтвуд / Сильвия Хеллер  |
| 1975      | ф | Человек в стеклянной будке            | The Man in the Glass Booth                 | миссис Леви                      |
| 1975      | с | Шоу Мэри Тайлер Мур                   | The Mary Tyler Moore Show                  | соседка                          |
| 1976      | с | Улицы Сан-Франциско                   | The Streets of San Francisco               | женщина-водитель / миссис Рубенс |
| 1977      | с | Лу Грант                              | Lou Grant                                  | женщина                          |
| 1977—1978 | с | Старски и Хатч                        | Starsky and Hutch                          | менеджер / медсестра             |
| 1977—1979 | с | Семья                                 | Family                                     | женщина                          |
| 1978      | ф | Грязная игра                          | Foul Play                                  | кричащая леди                    |
| 1979      | ф | Правосудие для всех                   | …And Justice for All                       | Гитель                           |
| 1982      | с | Династия                              | Dynasty                                    | менеджер отеля                   |
| 1983      | с | Лаверна и Ширли                       | Laverne & Shirley                          | мать Пайк                        |
| 1984—1986 | с | Блюз Хилл-стрит                       | Hill Street Blues                          | Тесси / бездомная                |
| 1986—1991 | с | Она написала убийство                 | Murder, She Wrote                          | пожилая леди / Этель             |
| 1989      | ф | Вдали от дома                         | Far from Home                              | Вайни Хант                       |
| 1989      | ф | Когда Гарри встретил Салли            | When Harry Met Sally…                      | новобрачная                      |
| 1990      | ф | Костёр тщеславия                      | The Bonfire of the Vanities                | член семьи Раскин                |
| 1992      | ф | Противоположный пол, и как с ним жить | The Opposite Sex and How to Live with Them | официантка из ада                |
| 1993      | с | Мерфи Браун                           | Murphy Brown                               | женщина в лифте                  |
| 1994      | ф | Тупой и ещё тупее                     | Dumb & Dumber                              | пожилая леди                     |
| 1995      | с | Большой ремонт                        | Home Improvement                           | пожилая леди                     |
| 1996      | с | Несчастливы вместе                    | Unhappily Ever After                       | пожилая леди                     |
| 1997      | с | Сайнфелд                              | Seinfeld                                   | пожилая леди                     |
| 1998      | ф | Вне поля зрения                       | Out of Sight                               | пожилая леди в лифте             |
| 1998      | с | Парень познаёт мир                    | Boy Meets World                            | Фуфи                             |
| 1999—2006 | с | Скорая помощь                         | ER                                         | Кэти Бреннан / пожилая леди      |
| 2000      | с | Уилл и Грейс                          | Will & Grace                               | пожилая леди                     |
| 2000      | с | Шоу 70-х                              | That ’70s Show                             | тётя Перл                        |
| 2002      | ф | Поездка                               | The Trip                                   | Барбара Бакстер                  |
| 2003      | ф | Вид сверху лучше                      | View from the Top                          | бабушка Стюарт                   |
| 2003      | ф | Любовь по правилам и без              | Something’s Gotta Give                     | леди на рынке                    |
| 2003      | с | 8 простых правил                      | 8 Simple Rules                             | мать Луиса                       |
| 2006      | ф | Странные родственники                 | Relative Strangers                         | пожилая леди                     |
| 2007      | с | Как я встретил вашу маму              | How I Met Your Mother                      | пожилая леди                     |
| 2008      | ф | Ананасовый экспресс: Сижу, курю       | Pineapple Express                          | Фэй Белогус                      |
| 2008      | с | C.S.I.: Место преступления            | CSI: Crime Scene Investigation             | пожилая леди                     |
| 2009      | с | Офис                                  | The Office                                 | Нана                             |
| 2009      | с | Сестра Готорн                         | Hawthorne                                  | мать Флеминга                    |
| 2013      | с | Две девицы на мели                    | 2 Broke Girls                              | пожилая леди                     |
| 2013      | с | Морская полиция: Лос-Анджелес         | NCIS: Los Angeles                          | Айда                             |
| 2013—2014 | с | Рэй Донован                           | Ray Donovan                                | миссис Салливан                  |
| 2014      | с | Новенькая                             | New Girl                                   | старейшая женщина в мире         |